# Schöneberg (Altenkirchen járás)
Schöneberg település Németországban, Rajna-vidék-Pfalz tartományban. Lakosainak száma 439 fő (2023. december 31.).

## Népesség
A település népességének változása:
| Lakosok száma | 367  | 402  | 408  | 427  | 435  | 439  |
|               | 1975 | 2017 | 2019 | 2021 | 2022 | 2023 |